# Bosnischer Dinar
Der Bosnische Dinar war zwischen 1992 und 1998, während des Bosnienkriegs und danach, die Währung der Republik Bosnien und Herzegowina.

## Geschichte
Durch den Zerfall von Jugoslawien und wegen der Gefahr einer Hyperinflation wurde 1992 eine erste Serie mit eigenen Banknoten aufgelegt. Aber auch der Bosnische Dinar konnte der hohen Inflation in der Region nicht entkommen. Daher wurde 1994 eine zweite Serie eingeführt, die mit der ersten im Verhältnis 10.000 (alte) zu 1 (neuen) Dinar getauscht wurde.
Die zweite Serie war sehr stabil. Von der Einführung bis zum Ende war das Tauschverhältnis zur Deutschen Mark (DM) 100 Dinar zu 1 DM. Die D-Mark verdrängte auch in weiten Teilen den Dinar durch den stabilen Wechselkurs.
Der Bosnische Dinar wurde nur in Gebieten verwendet, die von der Armee von Bosnien und Herzegowina kontrolliert wurden. Gebiete die von Kroaten besetzt wurden, verwendeten die kroatische Kuna. Der Republika-Srpska-Dinar verkehrte in den Gebieten, die von der Armee der Republika Srpska kontrolliert wurden.
Der Dinar wurde 1998 durch die Bosnische Konvertible Mark abgelöst.
Für die Währung wurden keine Münzen ausgegeben.

## Banknoten

### Erste Serie
Die erste Serie wurde im Juli 1992 ausgegeben. Auf der Rückseite der Banknoten wurde abwechselnd die alte Brücke in Mostar oder ein modifiziertes Wappen der Dynastie Hrvatinića. Die Scheine wurden mit lateinischen und kyrillischen Buchstaben bedruckt. Die Geldscheine hatten alle die gleiche Größe von 145 mm × 72 mm.
Es wurden Banknoten mit folgenden Werten eingeführt:
- 10 Dinar
- 25 Dinar
- 50 Dinar
- 100 Dinar
- 500 Dinar
- 1.000 Dinar

Im November 1992 wurde eine 10-Dinar-Note für das Gebiet um Travnik in eine 100.000-Dinar-Note umgewandelt. Die Wertangabe wurde dabei durch einen Stempel überdruckt.

### Zweite Serie
Im Jahr 1994 wurde eine zweite Serie eingeführt, die die erste Serie im Verhältnis 100.000 alte Dinar zu 1 Dinar ablöste. Die Rückseite der Geldscheine wurde abwechselnd wieder mit der Brücke von Mostar und nun aber dem Wappen von Bosnien und Herzegowina versehen. Alle Geldscheine hatten die gleiche Größe von 119 mm × 64 mm und wurden auf rosa Papier gedruckt.
Es wurden Banknoten mit folgenden Werten eingeführt:
- 10 Dinar
- 20 Dinar
- 50 Dinar
- 100 Dinar
- 500 Dinar

## Referenzen
- George S. Cuhaj: Standard Catalog of World Paper Money – Modern Issues: 1961-Present (2013). 18. Auflage. Krause Publications, 2012, ISBN 978-1-4402-2956-5.